# クロスフィードバルブ

B737-300の燃料系。3がクロス・フィード・バルブ

クロス・フィード・バルブ（crossfeed valve）は、航空機の燃料タンクからエンジンへ燃料を送る燃料供給装置の配管に付けられているバルブ。

## 概要
通常、多発機では燃料を供給するための燃料タンクはエンジンごとに独立している。しかし左右のタンク残量に差が生じバランスが崩れた場合などに、クロス・フィード・バルブを開放してバランスを取る。
通常は航空機関士が操作するが、2名体制の航空機では操縦士が操作する。近年の旅客機では飛行管理装置と統合されており、画面上で各タンクのバランス異常を警告したり、バルブの開放を指示する。

## リンク
- 燃料系統 - 日本航空航空実用事典